# Accidente del Antonov An-26 de Valan International
El 14 de octubre de 2017, un avión de transporte Antonov An-26 de Valan International Cargo Charter se estrelló poco antes de aterrizar en el aeropuerto internacional Félix Houphouët Boigny, Abiyán, Costa de Marfil. Cuatro de las diez personas a bordo fallecieron en el accidente. El avión del accidente fue un Antonov An-26, registro ER-AVB, msn 3204. El avión había volado por primera vez en 1975.

## Accidente
El avión estaba operando un vuelo desde el Aeropuerto de Uagadugú, Burkina Faso al Aeropuerto Port Bouet de Abiyán. Se estrelló en la costa de Costa de Marfil poco antes de aterrizar. Se partió en dos durante el accidente. Llevaba seis tripulantes moldavos y cuatro miembros del ejército francés. Cuatro tripulantes fueron muertos. Uno de los seis sobrevivientes resultó gravemente herido. El avión había sido fletado por el ejército francés y operaba en apoyo de la Operación Barkhane. Los heridos fueron trasladados al campo de Port Bouet para recibir los primeros auxilios. Se informó una tormenta eléctrica en el área en el momento del accidente, alrededor de las 08:30, hora local (UTC).
Las autoridades en Costa de Marfil abrieron una investigación sobre el accidente. La Autoridad de Aviación Civil de Moldavia está ayudando a la investigación. La grabadora de datos de vuelo y la grabadora de voz de la cabina se recuperaron de los restos de la aeronave.